# Рио-Арриба
Рио-Арриба, или Рио-Ариба (Rio Arriba) — округ в штате Нью-Мексико в США. Административный центр округа — город Тьерра-Амарилья.

## История
Округ Рио-Арриба был одним из первых девяти округов, созданных на территории Нью-Мексико. Образован в 1852 году. За время существования округа его территория претерпевала изменения. Неоднократно менял местоположение и окружной центр: изначально он располагался в Сан-Педро-де-Чамита, несколько позже — в Лос-Лусеросе, а затем — в Пласа-дель-Алькальде. С 1880 года он находится в городе Тьерра-Амарилья.

## География
Округ расположен в северной части штата Нью-Мексико. Общая площадь территории округа — 15 271 км². Высшая точка округа — вершина Южного Тручас-Пика, высота которого составляет 3993 м.

## Демография
Население округа составляло:
- по переписи 2000 года — 41 190 человек;
- по переписи 2010 года — 40 246 человек.